# 樋脇駅
樋脇駅（ひわきえき）は、かつて鹿児島県薩摩郡樋脇町大字塔之原（現・薩摩川内市樋脇町塔之原）に設置されていた、日本国有鉄道（国鉄）宮之城線の駅（廃駅）である。
1987年（昭和62年）1月10日、宮之城線の廃止に伴い、廃駅となった。

## 歴史
- 1924年（大正13年）10月20日：宮之城線の川内町 - 当駅間開業に伴い、一般駅として新設。当初は終着駅[2]。
- 1926年（大正15年）5月8日：当駅 - 宮之城間開業に伴い、中間駅となる。
- 1961年（昭和36年）9月1日：貨物および集配業務の取り扱いを廃止[1][2]。
- 1970年（昭和45年）9月30日：行き違い施設が廃止される。
- 1971年（昭和46年）2月20日：荷物扱い廃止[3]。駅員無配置駅となる[4][注 1]
- 1987年（昭和62年）1月10日：宮之城線の全線廃止に伴い、廃駅となる[1]。

## 駅構造
相対式ホーム2面2線を有していたが、廃止当時は駅舎側のホームだけが使用されていた。また、1971年（昭和46年）までは駅員が常駐していたが、廃止当時は無人駅となっていた。

### のりば
| のりば | 路線         | 方向         | 行先               |
| ------ | ------------ | ------------ | ------------------ |
| 1      | ■宮之城線    | 上下         | 川内・薩摩大口方面 |
| 2      | （使用停止） | （使用停止） | （使用停止）       |

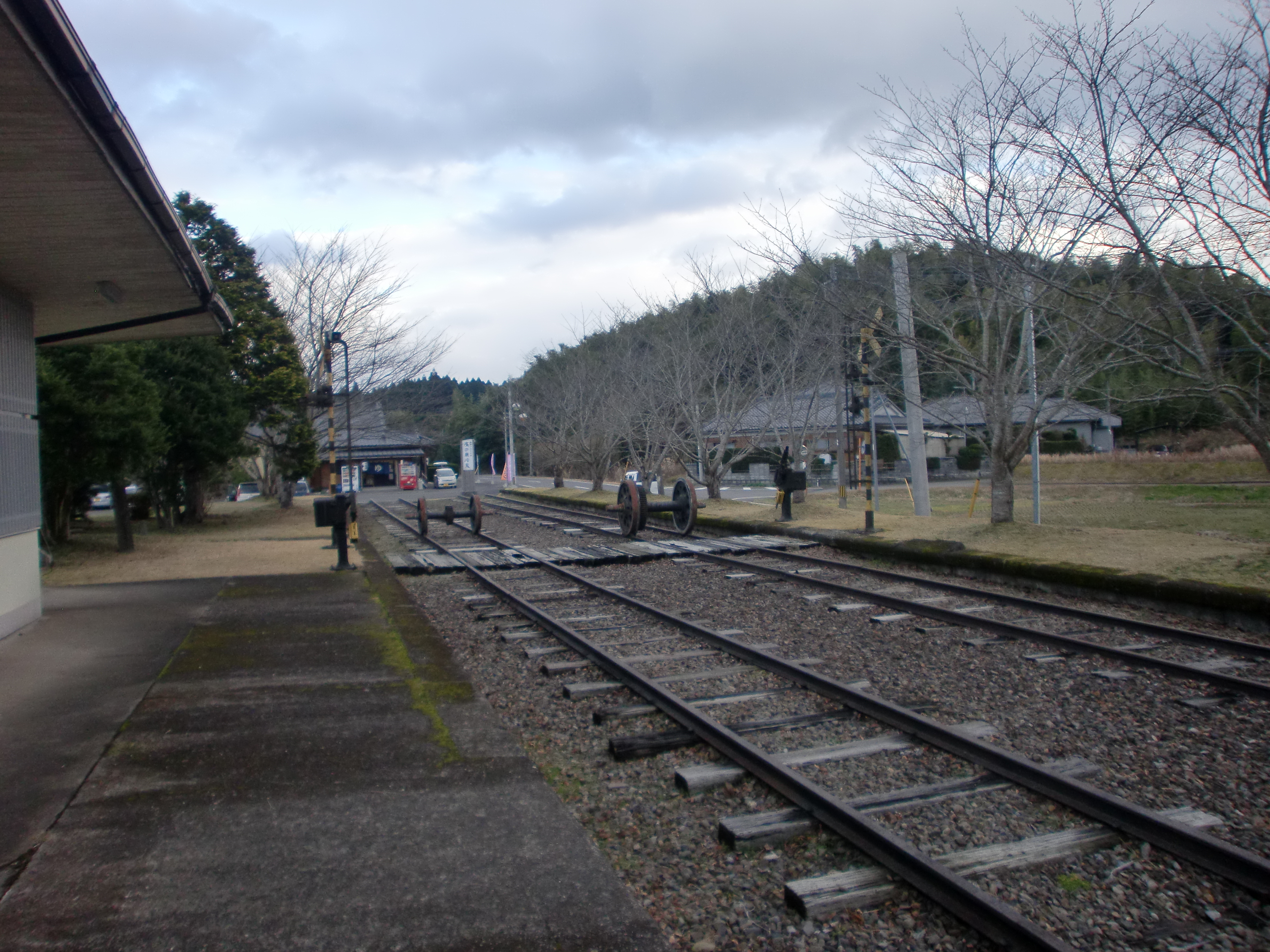
プラットホームと動輪及び踏切が保存されている（2012年12月）
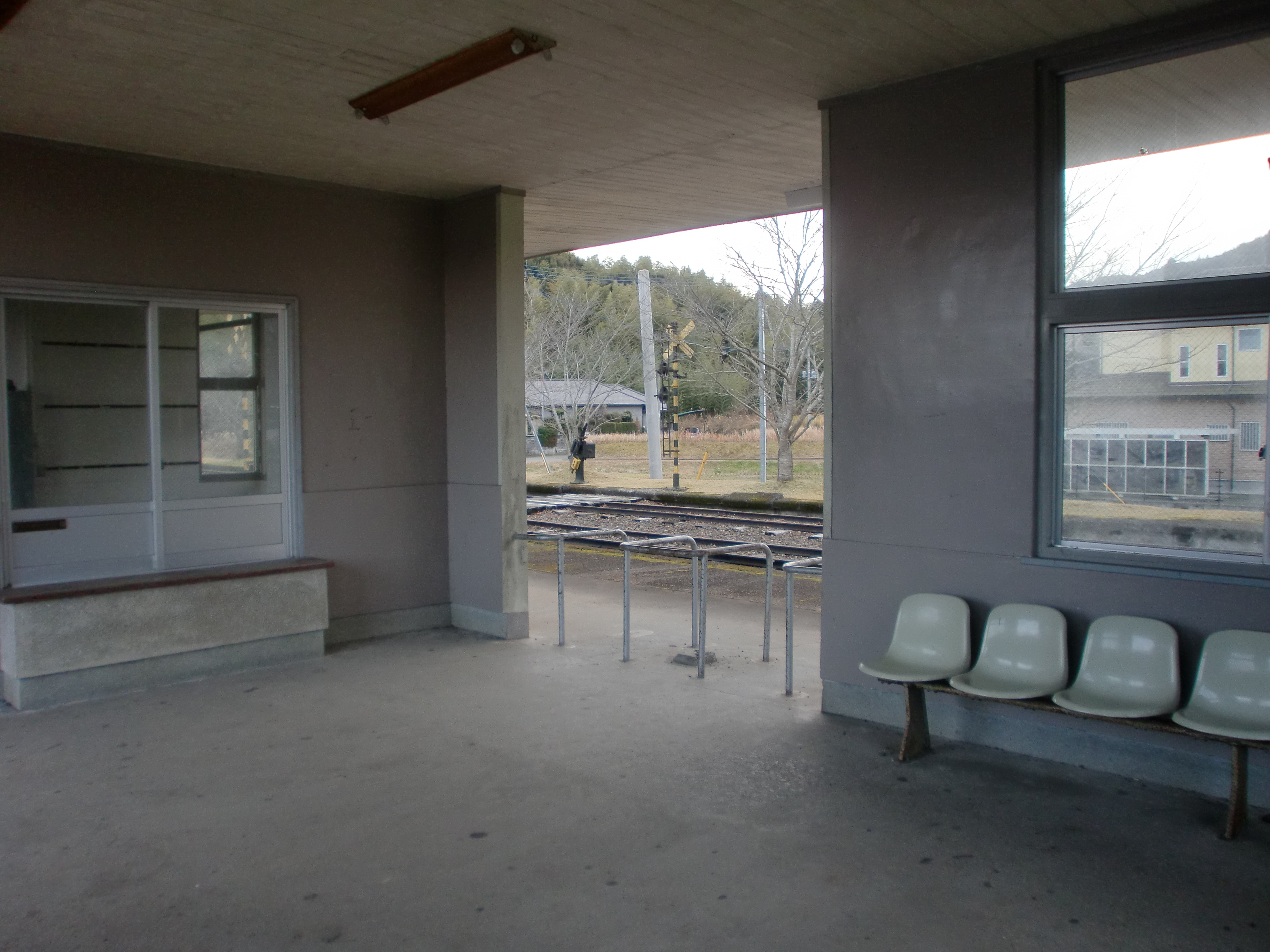
駅舎内の待合所から改札口を望む（2012年12月）

## 利用状況
以下に1日平均の乗車・降車人員を示す。
| 年度               | 乗車人員（人） | 降車人員（人） |
| ------------------ | -------------- | -------------- |
| 1924年（大正13年） | 368            | 338            |
| 1926年（昭和元年） | 241            | 224            |
| 1930年（昭和5年）  | 152            | 138            |
| 1935年（昭和10年） | 125            | 120            |
| 1940年（昭和15年） | 229            | 228            |
| 1945年（昭和20年） | 349            | 322            |
| 1950年（昭和25年） | 538            | 539            |
| 1955年（昭和30年） | 280            | 279            |
| 1965年（昭和40年） | 608            | 608            |
| 1969年（昭和44年） | 386            | 386            |

## 駅周辺

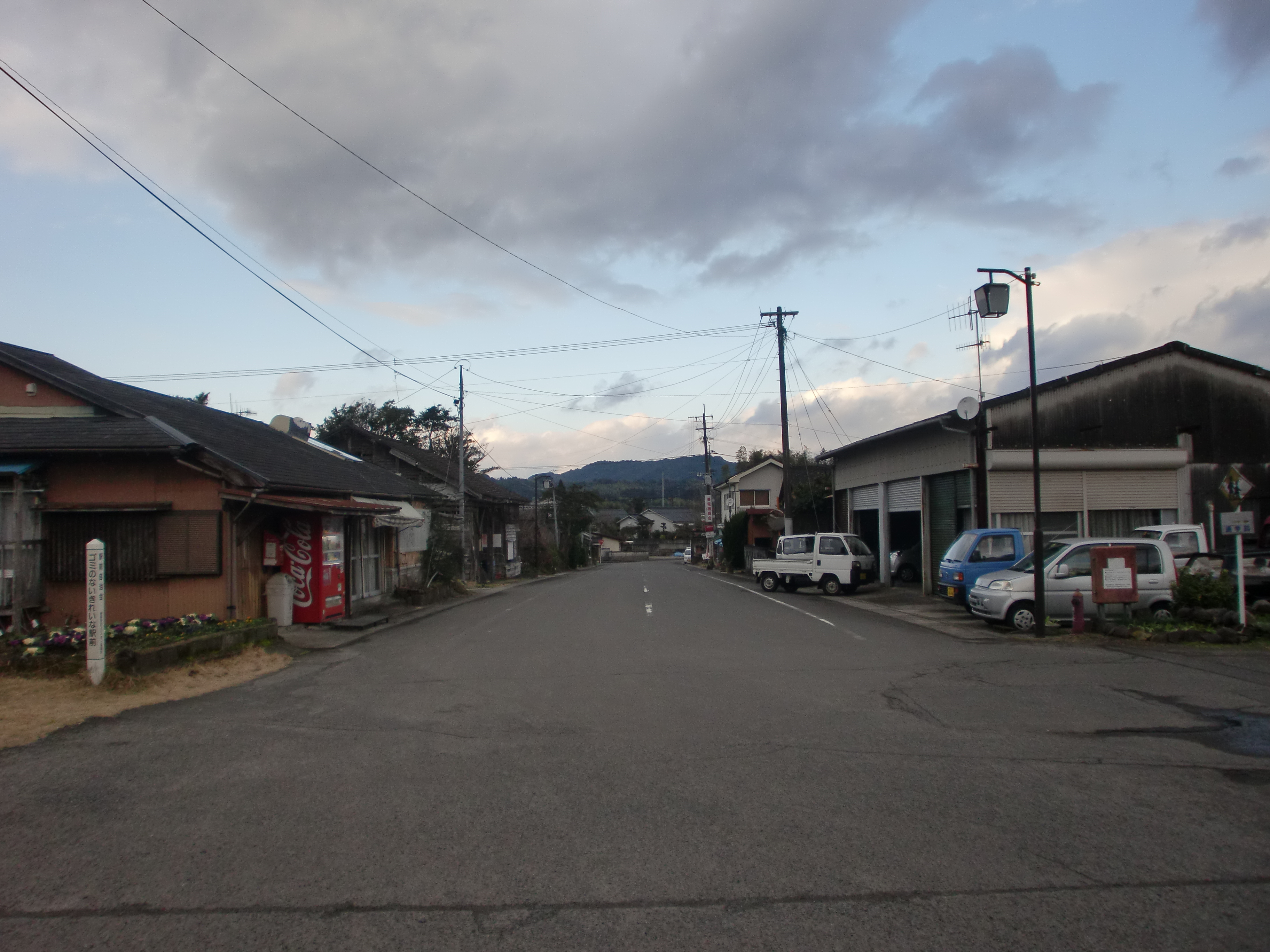
樋脇駅前の風景（旧鹿児島県道343号樋脇停車場線）

2019年（平成31年・令和元年）現在、近くには「樋脇駅」バス停がある。
- 樋脇町役場（現・薩摩川内市役所樋脇支所）
- 鹿児島県立樋脇高等学校（2009年（平成21年）の高校再編による統廃合により廃校）
- 樋脇町立樋脇小学校

## 現状
現在は旧樋脇駅跡鉄道記念公園として駅舎およびホーム、線路の一部が廃止当時の状態で保存されている。
かつては駅前から鹿児島県道333号川内祁答院線までを結ぶ「鹿児島県道343号樋脇停車場線」があったが、2005年（平成17年）3月29日に県道の路線としては廃止された。

## 隣の駅
日本国有鉄道
宮之城線
吉野山駅 - 樋脇駅 - 上樋脇駅